# Confine tra Francia e Regno Unito
Il confine tra la Francia e il Regno Unito, in Europa, è principalmente marittimo, e si estende lungo la Manica, il Mare del Nord e l'Oceano Atlantico. Il confine sottomarino nel tunnel sotto la Manica, definito dal trattato di Canterbury, è l'unico punto non marittimo del confine.

## Quadro generale
In Europa, il confine tra i due paesi si trova nel Mare del Nord, nel Canale della Manica e nell'Oceano Atlantico.
Nelle Antille gli accordi separano le zone economiche esclusive:
- tra l'isola di Montserrat (dipendente dal Regno Unito) e l'arcipelago francese della Guadalupa;
- tra l'isola di Anguilla (britannica) da un lato e Saint-Barthélémy e Saint-Martin (francesi) dall'altro.

Nell'Oceano Pacifico, la zona economica esclusiva della Polinesia francese è limitata ad est da quella delle Isole Pitcairn.

## Confini in Europa
In Europa, il confine marittimo tra la Francia metropolitana e il Regno Unito si estende tra i due paesi nell'Oceano Atlantico, nel Canale della Manica e nel Mare del Nord. È definito da numerosi trattati internazionali e arbitrati sottoscritti nel 1977, 1978, 1982, 1988 e 1991.
Ad ovest del meridiano di longitudine 0° 30' ovest, il limite è definito fino all'isobata di 1 000 m da due arbitrati effettuati il 30 giugno 1977 e il 14 marzo 1978.
1. 50°07′29″N 0°30′00″W (punto A)
2. 50°08′27″N 1°00′00″W (punto B)
3. 50°09′15″N 1°30′00″W (punto C)
4. 50°09′14″N 2°03′26″W (punto D)
5. 49°57′50″N 2°48′24″W (punto D1)
6. 49°46′30″N 2°56′30″W (punto D2)
7. 49°38′30″N 3°21′00″W (punto D3)
8. 49°33′12″N 3°34′50″W (punto D4)
9. 49°32′42″N 3°42′44″W (punto E)
10. 49°32′08″N 3°55′47″W (punto F)
11. 49°27′40″N 4°17′54″W (punto F1)
12. 49°27′23″N 4°21′46″W (punto G)
13. 49°23′14″N 4°32′39″W (punto H)
14. 49°14′28″N 5°11′00″W (punto I)
15. 49°13′22″N 5°18′00″W (punto J)
16. 49°13′00″N 5°20′40″W (punto K)
17. 49°12′10″N 5°40′30″W (punto L)
18. 49°12′00″N 5°41′30″W (punto M)
19. 48°06′00″N 9°36′30″W (punto N)

Ad est di questo meridiano, due trattati successivi hanno specificato 14 segmenti, definiti da 15 punti. I 14 punti occidentali sono stati chiariti da un trattato firmato a Londra il 24 giugno 1982. Il 15° punto corrisponde al triplice confine marittimo tra Belgio, Francia e Regno Unito ed è stato definito dal trattato firmato a Londra il 23 luglio 1991. Questo trattato ha anche corretto le coordinate dei punti 13 e 14 del trattato precedente. In questa parte, il confine è definito come segue:
1. 50°07′29″N 0°30′00″W
2. 50°13′13″N 0°15′30″W
3. 50°14′12″N 0°02′14″E
4. 50°19′41″N 0°36′12″E
5. 50°23′22″N 0°46′39″E
6. 50°38′38″N 1°07′26″E
7. 50°47′50″N 1°15′28″E
8. 50°53′47″N 1°16′58″E
9. 50°57′00″N 1°21′25″E
10. 51°02′19″N 1°32′53″E
11. 51°05′58″N 1°43′31″E
12. 51°14′27″N 1°57′18″E
13. 51°20′11″N 2°02′18″E
14. 51°30′14″N 2°07′18″E
15. 51°33′28″N 2°14′18″E

Inoltre l'articolo 3 del trattato di Canterbury, firmato tra i due paesi in data 12 febbraio 1986, definisce un confine sottomarino nel Tunnel della Manica, formato dalla proiezione verticale del confine marittimo delimitato nell'accordo del 24 giugno 1982. Tuttavia, il trattato di Touquet del 2003 stabilisce il controllo dell'attraversamento di questo confine a Calais.
Il Passage de la Déroute funge da confine tra la Francia e le Isole del Canale, che non fanno parte del Regno Unito. Questi ultimi sono racchiusi nella ZEE francese.

## Confini nelle Antille
Nelle Antille i limiti marittimi tra i territori britannico e francese sono definiti da due trattati firmati a Londra il 27 giugno 1996 ed effettivi a partire dal 15 gennaio 1997, dopo la ratifica da parte dei due paesi.

### Anguilla - Saint-Martin / Saint-Barthélémy
Il primo di questi due trattati delimita il confine tra il territorio britannico di Anguilla e le collettività francesi di Saint-Martin e Saint-Barthélemy. È una linea equidistante semplificata che va da ovest a est dal triplice confine con le Antille Olandesi a quello con Antigua e Barbuda. Questa linea è composta da sette segmenti, definiti da otto punti:
1. 17°57′35″N 63°36′57″W
2. 18°02′03″N 63°28′26″W
3. 18°05′53″N 63°12′34″W
4. 18°10′51″N 62°56′55″W
5. 18°11′25″N 62°52′35″W
6. 18°09′21″N 62°44′22″W
7. 18°13′19″N 62°29′46″W
8. 18°18′29″N 62°13′59″W

### Guadalupa - Montserrat
Il secondo trattato delimita il confine tra il territorio britannico di Montserrat e il dipartimento francese della Guadalupa. Anche in questo caso, è una linea equidistante semplificata che va da ovest a est, dal triplice confine con il Venezuela a quello con Antigua e Barbuda. Questa linea è composta da quattro segmenti, definiti da cinque punti:
1. 15°50′31″N 62°48′50″W
2. 15°56′54″N 62°38′58″W
3. 16°07′41″N 62°24′19″W
4. 16°25′52″N 62°03′10″W
5. 16°39′28″N 61°51′04″W

## Confini nell'Oceano Pacifico
Nell'Oceano Pacifico, i limiti delle zone economiche esclusive tra le Isole Tuamotu (Polinesia francese) e le Isole Pitcairn sono delimitati dal trattato firmato a Parigi i 25 ottobre 1983.. Definisce in via generale un confine in direzione nord-sud composto da cinque segmenti caratterizzati da sei punti:
- V1 : 26°34′05″S 133°25′29″W
- V2 : 25°40′40″S 132°59′32″W
- V3 : 24°04′08″S 132°41′11″W
- V4 : 22°22′55″S 132°23′23″W
- V5 : 21°03′05″S 132°08′37″W
- V6 : 20°45′54″S 131°58′43″W